# Günter Spranger
Günter Spranger (* 3. Mai 1921 in Chemnitz; † 21. Mai 1992 ebenda) war ein deutscher Schriftsteller.

## Leben
Am 3. Mai 1921 in Chemnitz als Sohn eines Maurers geboren, besuchte Günter Spranger zuerst die Volksschule und später das Gymnasium von 1931 bis 1939, und legte 1939 das Abitur ab. Anschließend leistete er Arbeitsdienst und war ab 1940 fünf Jahre Soldat in der Wehrmacht. Er wurde mehrfach verwundet und kam 1945 in amerikanische Kriegsgefangenschaft. Nach der Heimkehr unterrichtete er von 1946 bis 1968 alte Sprachen (Latein & Griechisch) an der Friedrich-Engels-Oberschule in Karl-Marx-Stadt (Karl-Schmidt-Rottluff-Gymnasium)
Zwischen 1959 und 1979 unternahm er mehrfach Auslandsreisen nach Österreich (1959, 1964), Mittel-/Schwarzmeer (1960), Schweden (1961), BRD (1961, 1973, 1979), Ungarn (1963, 1966), Sowjetunion (1972, 1976), Bulgarien (1977), Rumänien (1979). Seit 1952 war er Mitglied im deutschen Schriftstellerverband und seit 1968 freischaffender Künstler mit Wohnsitz in Karl-Marx-Stadt und 2. Vorsitzender des Bezirksverbandes des Schriftstellerverbandes der DDR.
Mit einigen Preisen ausgezeichnet erreichten die Buchausgaben seiner Romane eine DDR-Gesamtauflage von weit über 500.000 Exemplaren.

## Spranger über sich und seine Arbeit
"Die Zeit nach dem Zusammenbruch des Faschismus war die Zeit des Suchens nach neuen geistigen Werten, schwer für einen Menschen, der durch die Hölle des Krieges gegangen war, nicht gelernt hatte und mit leeren Händen vor der Zukunft stand. Der Hunger nach Büchern war groß. Einiges hat tiefe Spuren in mir hinterlassen. Ich lernte Maxim Gorki lieben, Leo Tolstoi, Romain Rolland, Thomas Mann, Stefan Zweig, Balzac und die anderen großen Franzosen des vorigen Jahrhunderts... Der Schriftsteller, der die Vergangenheit und Gegenwart im Spiegel der Literatur kennengelernt hat, wird bescheiden, weil er das, was er selbst schreibt, in den richtigen Proportionen sieht. Man muss jungen Schriftstellern immer wieder raten, mehr zu lesen, als sie gewöhnlich tun...
Schreiben heißt für einen jungen Schriftsteller innerlich reifen und wachsen. Er beginnt seine Schwächen und Stärken zu erkennen, entscheidet sich für ein literarisches Genre besonders und dehnt die zeitlichen Grenzen aus, die er um die Handlung seiner Werke abgesteckt hat. Mit der ideologischen Vertiefung weitet sich sein Blick für das historische Geschehen...
Mein Denken kreiste weiter um den letzten Krieg. Es wurde für mich eine Lebensaufgabe, die heranwachsende Generation vor einer neuen Katastrophe zu warnen. Natürlich gibt es auch jenseits der Elbe sauber geschriebene Kriegsbücher, aber in ihnen ist die Frage nach der Schuld an dem großen Völkermorden keine Klassenfrage, sondern vom Charakter einzelner Figuren und ihrer 'schicksalhaften Verstrickung' abhängig. An die Wurzeln unseres nationalen Unglücks rührt keins. Unsere Kriegsliteratur hat demgegenüber ein anderes Gewicht. Sie ist eines unserer Argumente, warum wir den Weg zum Sozialismus beschreiten.
Verbindung mit dem Leben heißt Verbindung zur Arbeiterklasse. Ich hatte stets den Umgang mit den Menschen gesucht, und es ist die Summe aller Begegnungen gewesen, die mir die Menschendarstellung in meinen Büchern ermöglichte. Mit dem Leben, und zwar mit einem harten Leben, war ich schon vorzeitig verbunden. Ich kam ja aus der Arbeiterklasse; mein Vater war Maurer. Als Schriftsteller sollte man keine Gelegenheit, das Leben kennenzulernen, ungenutzt lassen. Zu diesen Gelegenheiten gehören Reisen. Ich bin immer gern gereist und knüpfe daran meine schönsten Erinnerungen."
[Aus einem Beitrag "Interview für ein Staatsexamen" entnommen, der 1960 in der Anthologie "Dabeisein - Mitgestalten" des Tribüne-Verlages erschien.]

## Auszeichnungen
- 1957: Pestalozzi-Medaille für treue Dienste in Bronze
- 1962: 3. Preis im "Literarischen Wettbewerb Der LDPD Zu Den Problemen Des Mittelstandes"
- 1963: Kunstpreis des Bezirks Karl-Marx-Stadt
- 1966: Pestalozzi-Medaille für treue Dienste in Silber
- 1969: Aktivist der Sozialistischen Arbeit
- 1972: Johannes-R.-Becher-Medaille in Bronze
- 1977: Kulturpreis "Kurt Barthel" des Bezirks Karl-Marx-Stadt
- 1979: Aktivist der Sozialistischen Arbeit

## Werke

### Romane
- Stützpunkt Rokitno (1957)
- Das Schloss in der Rhön (1959)
- Die Reise nach Wien (1966)
- Treffpunktz Bern (1970)
- An der schönen blauen Donau (1972)
- Die Bernsteinbrosche (1975)
- Sebaldusstrasse 19. Heiterer Roman, Greifenverlag, Rudolstadt 1981
- Das Lügenspiel: der Kriminalfall Grete Beier (1980)
- Der rote Sperling von Siebenlehn (1985)
- Unter Zwang (1987)[1]

### Hörspiele
- Zur Fahndung Ausgeschrieben: Sabine Gobbin (1974) – Reihe Tatbestand
- An Einem Abend Im September
- Der Strick, an dem du hängen Wirst
- Auf Umwegen
- Baranskis Mörder
- Unter Schock
- Lady Macbeth Auf Sieg
- Auf der Klippe (1978)
- Mord ohne Sühne (1961)

### Kurzgeschichten
- Das Experiment
- Das Familienphoto
- Die Botschaft
- Der geheimnisvolle Brief
- Der Turm der Liebe
- Eine ganz gewöhnliche Liebesgeschichte
- Das Erziehungsmittel
- Das Kinderfest
- Die Entschuldigung
- Bessie trifft den Weihnachtsmann
- Lady MacBeth auf Sieg
- Die Luftmatratze
- Meinungsänderung
- Gut angekommen
- Abwerbung
- Zoologie
- Erinnerung an Schneeflocke
- Welche Farbe hat der Himmel?
- Kavaliere
- Der Zeilenschinder
- Amandus und das Mädchen Gerda
- Tafelfreuden
- Die alte Katze
- Qualifikation
- Billig vorgerichtet
- Auf der Landstraße
- Die Furie
- Wir wollen keinen Krieg!
- Er war mein Freund
- Neuer Wettlauf zwischen Hasen und Igel
- Der letzte Traum
- Der schwarze Bauer
- Auf der Klippe
- Die wahre Schuld
- Rückfällig
- Die Gelben Jetons
- Baranskis Mörder
- Das Geständnis
- Kein Fall für den Staatsanwalt?
- Der Fall Morrison
- Die Brücke
- Wettlauf mit dem Tode
- Der Löwe von Balaklea
- Sie können doch Griechisch?
- Die Grenze geht durch unser Herz
- Das Geschenk
- Mein Zahnarzt
- Der traurige Fisch
- Die Macht des Erfolges
- Die Griechischstunde
- Die Warnung
- Edgar und die Menschlichkeit
- Das Bestattungsinstitut
- Wie mich Herr Ziesewitz in die Hausgemeinschaft aufnahm
- Keine Nachsicht mit Anita
- Das Geheimnis
- Verwechslung mit Herrn Wonigkeit
- Das Kiefernwäldchen
- Ähnlichkeit
- Schokoladentorte
- Der Gartenzaun
- Der Todsichere Tipp
- Reisebekanntschaft
- Nützliche Lehre